# うわさのSEXY GUY
「うわさのSEXY GUY」（うわさのセクシーガイ）は、後藤真希の6枚目のシングル。2003年3月19日発売。

## 概要
本作から特典が封入された初回限定盤と通常盤の2形態での発売が開始される。

## タイアップ
ライオン「Banパウダースプレー」CF曲（本人出演）

## 収録曲
全作詞・作曲：つんく
1. うわさのSEXY GUY
編曲：鈴木Daichi秀行
2. 彼、旅行中なり
編曲：山村哲也
3. うわさのSEXY GUY (Instrumental)

## 参加ミュージシャン
うわさのSEXY GUY
- プログラミング：鈴木Daichi秀行
- オルガン：河合代介
- コーラス：つんく

彼、旅行中なり
- プログラミング：山村哲也
- コーラス：後藤真希・稲葉貴子